# Присівці

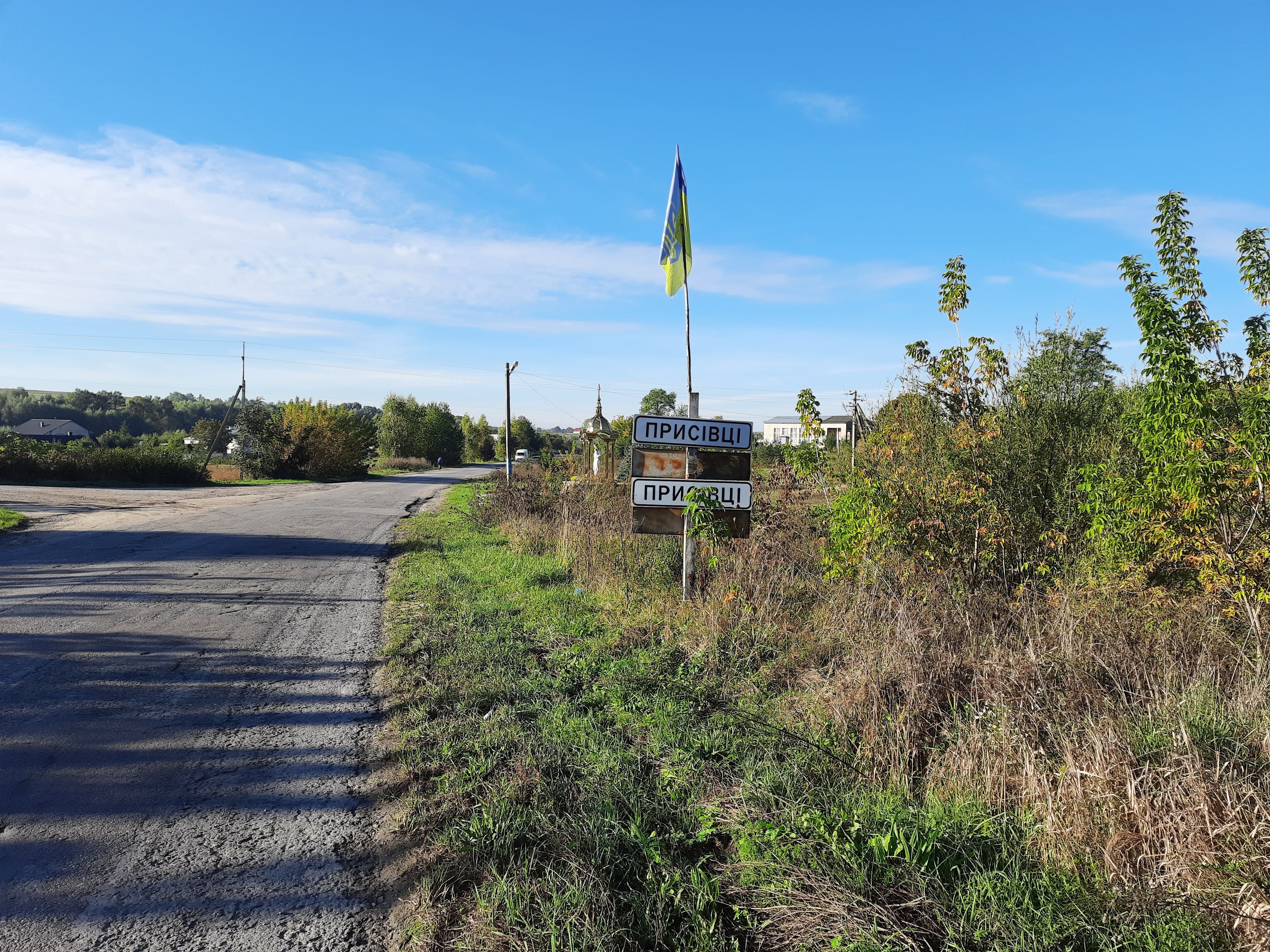
Дорожній знак при в'їзді в село

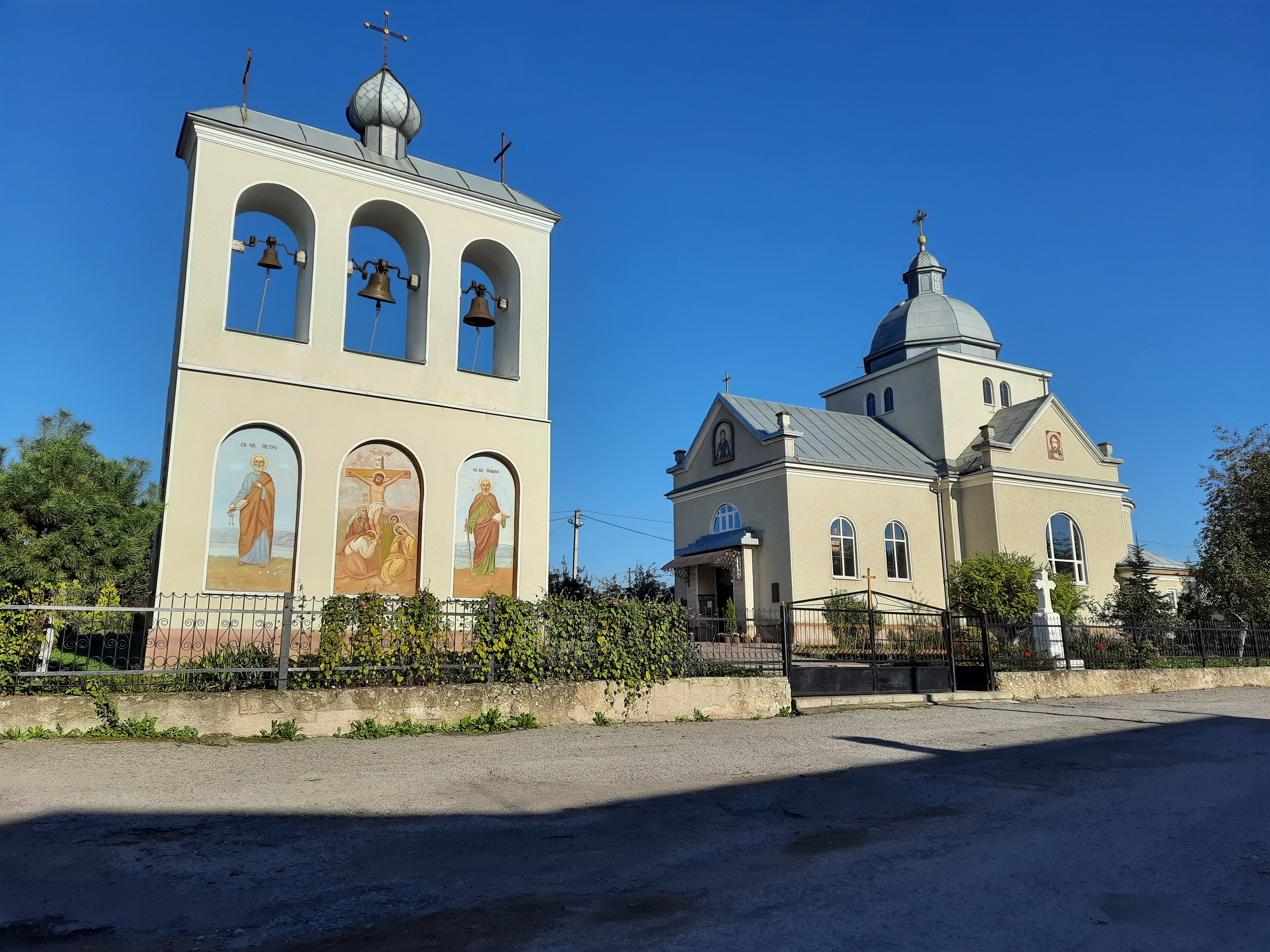
Церква Різдва Пресвятої Богородиці

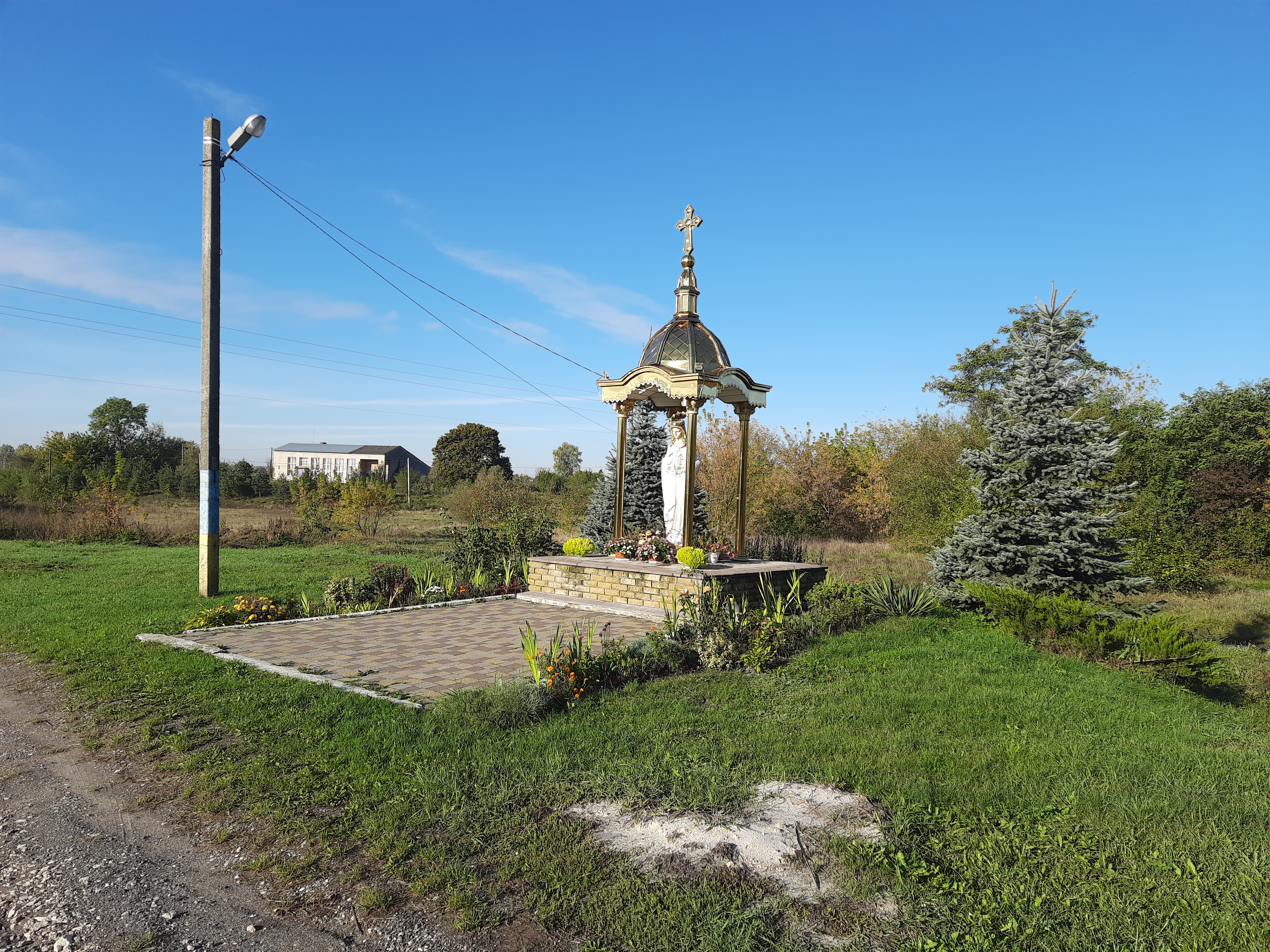
Статуя Божої Матері

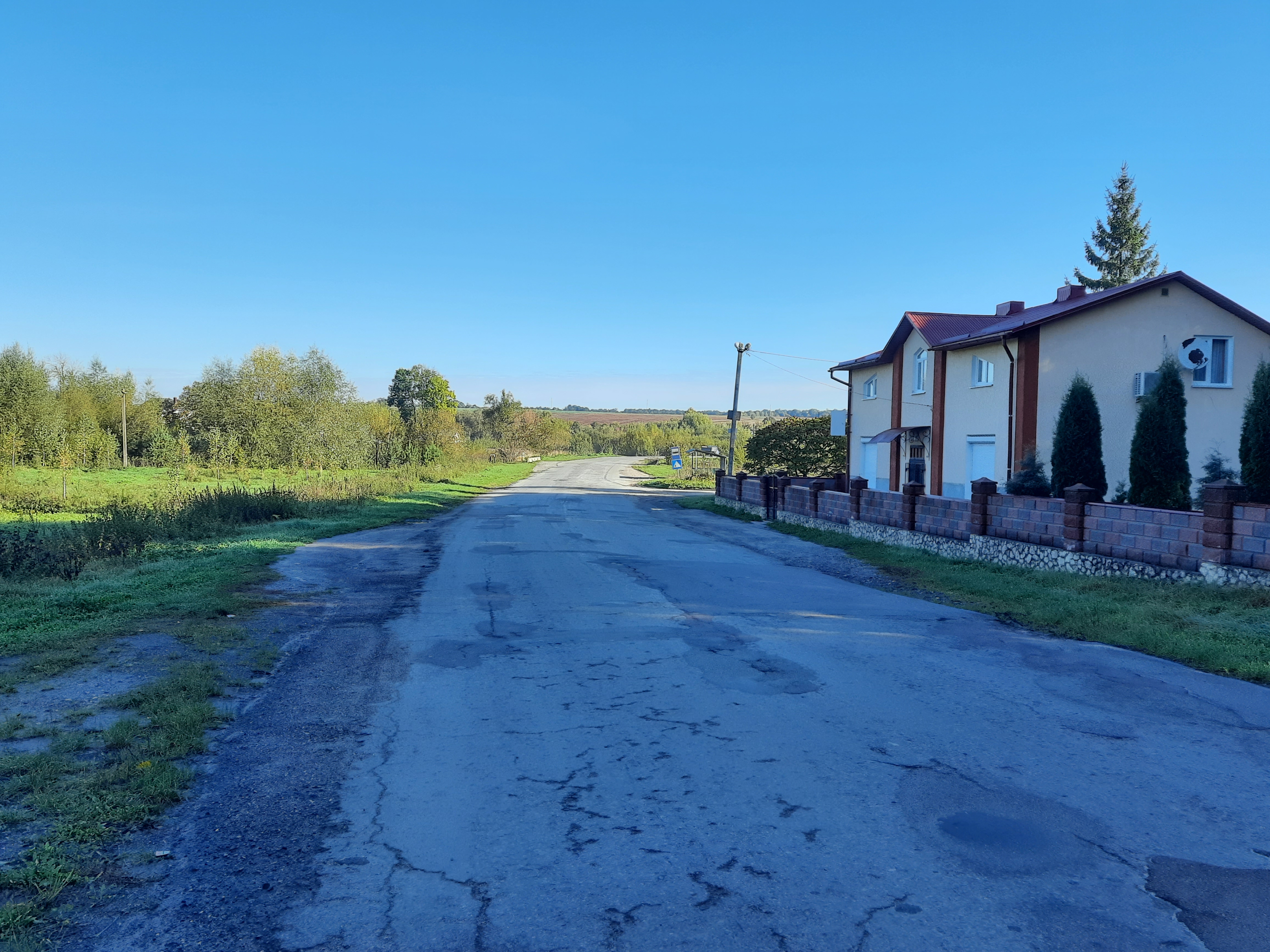
Околиця села

Присівці́ — село в Україні, у Зборівській міській громаді Тернопільського району Тернопільської області. Розташоване на річці Західна (Мала) Стрипа, на заході району. До 2016 підпорядковане Млиновецькій сільській раді.  
Населення — 741 особа.  

## Історія
Перша писемна згадка про Присівці датується 1532 роком. Протягом століть село входило до складу різних державних утворень, зокрема Речі Посполитої, Австро-Угорщини, Польщі та СРСР.  
Під час Другої світової війни село зазнало значних руйнувань, а після війни активно відновлювалося. У радянський період тут діяли колгоспи, основною діяльністю яких було сільське господарство.  

## Культура і пам’ятки
У Присівцях збереглася церква Різдва Пресвятої Богородиці, збудована у XIX столітті. Вона є пам’яткою архітектури місцевого значення.  
Також у селі щороку проходять культурні заходи та фестивалі, спрямовані на підтримку місцевих традицій.  

## Населення

### Мова
Розподіл населення за рідною мовою за даними перепису 2001 року:  
| Мова       | Відсоток |
| ---------- | -------- |
| українська | 99,87%   |
| російська  | 0,13%    |

## Соціальна сфера
Працюють загальноосвітня школа І ступеня, клуб, бібліотека.  